# مجموع نطاق
في الهندسة الطوبولوجية يعد مجموع نطاق البعد النوني لعقدتين K1 و K2 مع البعد (n + 1) يد 1 h التي تسمى نطاقًا فإن البعد النوني للعقدة K يكون كالتالي:
- يوجد البعد (n + 1) يد 1 h التي تتصل بـ (K1, K2) المتضمنتين في Sn+2.
- توجد النقاط {\displaystyle p_{1}\in K_{1}} و {\displaystyle p_{2}\in K_{2}} حيث أن {\displaystyle h} تتصل بـ {\displaystyle K_{1}\sqcup K_{2}} بمحاذاة {\displaystyle p_{1}\sqcup p_{2}}.

K هي البعد n للعقدة التي تم الحصول عليها من هذه العملية.
ويكون مجموع النطاق بالتالي هو الإجمالي المعتاد للمجموع المتصل للعقد.